# Dániel Kiss
Dániel Kiss (Budapest, 12 febbraio 1982) è un ostacolista ungherese.

## Biografia
A livello juniores è stato campione ungherese nei 60 m ostacoli e vicecampione nei 110 m. Nel 2002 si è fermato ai quarti di finale nei 60 m ostacoli agli europei indoor.
Nel 2005 ha preso parte alle Universiadi (a quel tempo studiava marketing negli USA, presso l'Università di Memphis), gareggiando nei 110 m ostacoli, dove è uscito in semifinale. Il 2006 l'ha visto invece classificarsi settimo nella finale dei 110 m ostacoli agli Europei di Göteborg.
Nel 2008 ha rappresentato il suo Paese ai Giochi olimpici di Pechino nei 110 m ostacoli, dove si è fermato in semifinale. Analogo esito quello della sua partecipazione, l'anno dopo, ai campionati mondiali.
Il 2010 è stato indimenticabile per Kiss, che ha partecipato ai Mondiali indoor di Doha dove si è classificato ottavo e agli Europei di Barcellona dove ha vinto il bronzo nei 110 m ostacoli col tempo di 13"39, suo nuovo primato personale: sempre lo stesso anno, in un meeting a Budapest, egli ha ulteriormente migliorato il proprio record, portandolo a 13"32.
Nel 2011 ha dovuto essere operato al metatarso: ciò non gli ha impedito di qualificarsi nei 110 m ostacoli per i suoi secondi Giochi olimpici, quelli di Londra 2012, dove però è stato eliminato nei quarti di finale.

## Palmarès
| Anno | Manifestazione    | Sede       | Evento   | Risultato  | Prestazione | Note |
| ---- | ----------------- | ---------- | -------- | ---------- | ----------- | ---- |
| 1999 | Mondiali allievi  | Bydgoszcz  | 110 m hs | Batteria   | 14"10       |      |
| 2000 | Mondiali juniores | Santiago   | 110 m hs | Batteria   | 14"97       |      |
| 2002 | Europei indoor    | Vienna     | 60 m hs  | Batteria   | 7"83        |      |
| 2003 | Europei under 23  | Bydgoszcz  | 110 m hs | Semifinale | 13"89       |      |
| 2003 | Europei under 23  | Bydgoszcz  | 4x100 m  | Batteria   | 40"15       |      |
| 2005 | Universiadi       | Smirne     | 110 m hs | Semifinale | 13"87       |      |
| 2006 | Europei           | Göteborg   | 110 m hs | 7º         | 13"77       |      |
| 2007 | Europei indoor    | Birmingham | 60 m hs  | Semifinale | 8"05        |      |
| 2008 | Giochi olimpici   | Pechino    | 110 m hs | Semifinale | 13"63       |      |
| 2009 | Mondiali          | Berlino    | 110 m hs | Semifinale | 13"45       |      |
| 2010 | Mondiali indoor   | Doha       | 60 m hs  | 8º         | 7"81        |      |
| 2010 | Europei           | Barcellona | 110 m hs | Bronzo     | 13"39       |      |
| 2012 | Europei           | Helsinki   | 110 m hs | Batteria   | 13"59       |      |
| 2012 | Giochi olimpici   | Londra     | 110 m hs | Batteria   | 13"62       |      |
| 2014 | Europei           | Zurigo     | 110 m hs | Batteria   | 13"64       |      |
| 2015 | Europei indoor    | Praga      | 60 m hs  | Batteria   | 7"86        |      |